# ذا ساين بوست
اللافتة (بالإنجليزية: The Signpost)‏ (سابقًا لافتة الويكيبيديا) هي الصحيفة الإلكترونية لحركة ويكيميديا . يديره مجتمع المتطوعين ، ويتم نشره على الإنترنت بمساهمات من محرري ويكيميديا. تقارير الصحيفة عن مجتمع ويكيميديا والأحداث المتعلقة بـ ويكيبيديا ، بما في ذلك أحكام لجنة التحكيم ، وقضايا مؤسسة ويكيميديا ، وغيرها من المشاريع المتعلقة بـ ويكيبيديا . تم تأسيسها في يناير 2005 من قبل ويكيبيدي مايكل سنو ، الذي استمر كمساهم حتى تعيينه في فبراير 2008 في مجلس أمناء مؤسسة ويكيميديا.
لاحظ رئيس التحرير السابق المحرر17 أنه خلال فترة عمله ، من 2012 إلى 2015 ، وسع المنشور نطاقه ليبلغ عن حركة ويكيميديا الأوسع بالإضافة إلى ويكيبيديا ومجتمعها. بعد أن أبلغت عن التغييرات التي أدخلت على قانون حرية البانوراما الأوروبي في يونيو 2015 ، أشار عدد من المنشورات إلى اللافتة للحصول على مزيد من المعلومات.
كان اللافتة موضوعًا للتحليل الأكاديمي في العديد من المجلات ، وقد تمت استشارته من قبل باحثين من مختبر لوس ألاموس الوطني وكلية دارتموث . تمت تغطيته من قبل العديد من المنشورات ، بما في ذلك كتاب ويكيبيديا لعام 2008: الدليل المفقود ، والذي وصفه بأنه ضروري لمحرري ويكيبيديا الجدد الطموحين.

## تاريخ

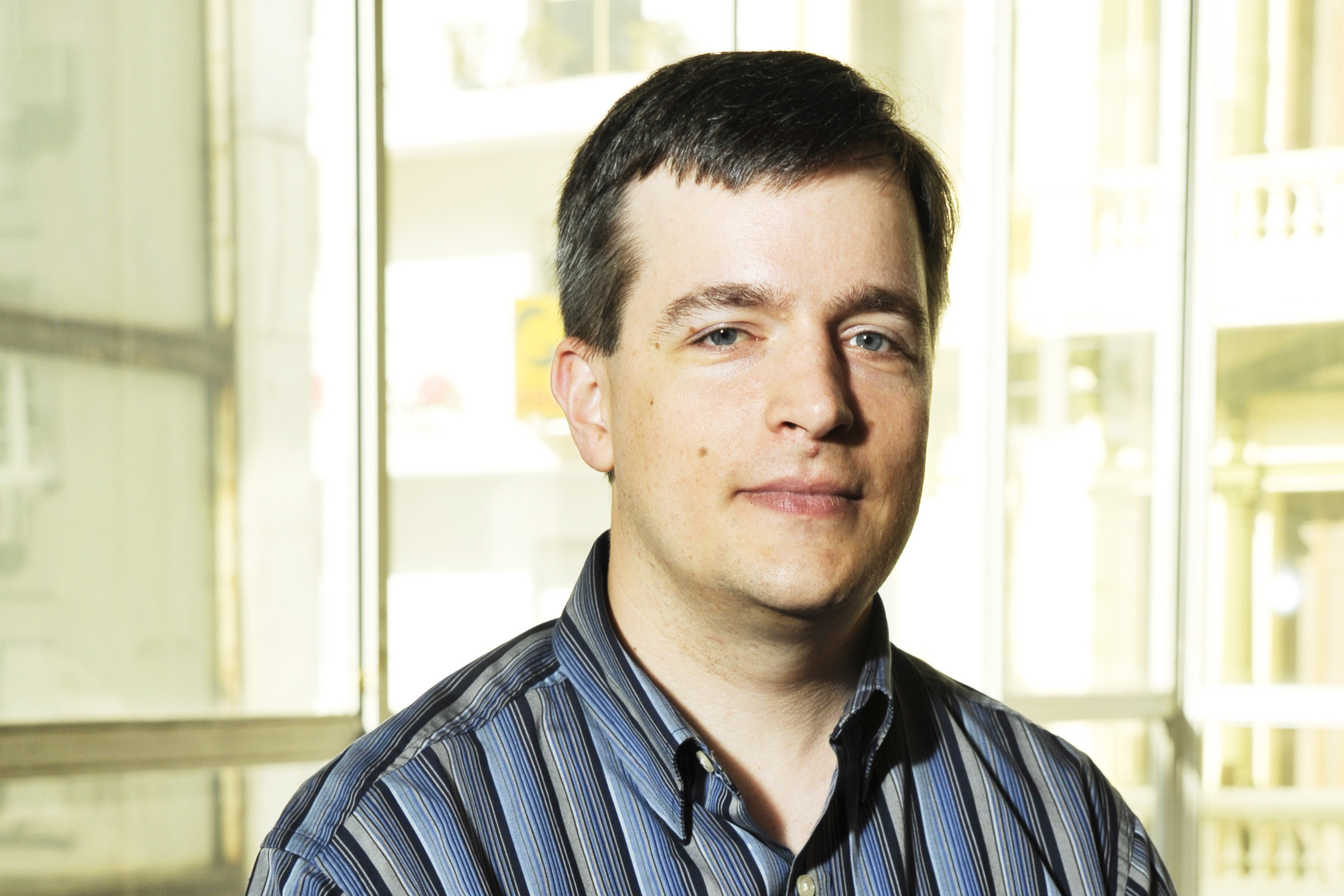
مؤسس اللافتة مايكل سنو ترأس لاحقًا مجلس أمناء مؤسسة ويكيميديا.

الصحيفة الإلكترونية ، التي نُشرت لأول مرة في يناير 2005 باسم لافتة الويكيبيديا ، تم تغيير اسمها لاحقًا إلى اللافتة . أسسها مايكل سنو ، وهو من موقع ويكيبيدي ، والذي ترأس فيما بعد مجلس أمناء مؤسسة ويكيميديا . تم بذل جهود مماثلة مع ويكيبيديا: إعلانات لاري سانجر في 20 نوفمبر 2001 ، ويكيميديا نيوز على ميتا ويكي 14 نوفمبر 2002 ، ويكيبيديا كوريير في ويكيبيديا الألمانية في 10 ديسمبر ، 2003.
كتب سنو في العدد الأول: "آمل أن يكون هذا مصدرًا جديرًا بالاهتمام للأخبار للأشخاص المهتمين بما يحدث حول مجتمع ويكيبيديا" ، وقال إن ' لافتة تم اقتراحه من خلال ممارسة المحررين في ويكيبيديا التوقيع رقميًا على منشورات صفحة الحديث. تنحى عن منصبه كمحرر في اللافتة في أغسطس 2005 ، واستمر في الكتابة للصحيفة حتى تعيينه في فبراير 2008 في مجلس الأمناء. خلف Ral315 سنو كمحرر ، حيث كتب في أول مشاركة له: "أود أن أشكر مايكل شخصيًا على عمله على لافتة ؛ لقد كانت فكرة رائعة ساعدت مستخدمي ويكيبيديين حقًا في معرفة المزيد عن الأحداث على ويكيبيديا." أجرى استبيانًا لـ لافتة في سبتمبر 2007 ، وقدّر عدد القراء الأسبوعي بحوالي 2800 مستخدم ويكيبيديا بناءً على نتائج الاستطلاع.
في يوليو 2008 ، كتب المستخدم Ral315 عن الشفافية في اللافتة ، معترفًا أنه بناءً على طلب مؤسسة ويكيميديا ، قررت الصحيفة عدم نشر مقال حول قضية قانونية معلقة ضد المؤسسة. وبحسب المحرر ، "أشعر أن هذه كانت خطوة مؤسفة ، لكنها ضرورية" ؛ وبسبب ارتباط الصحيفة بمؤسسة ويكيميديا ، فإن مقالاً عن الدعوى "ربما كان له تأثير شديد على القضية". أعرب Ral315 عن قلقه بشأن التأثير المستقبلي للقرار: "ما زلت منزعجًا إلى حد ما من طبيعة هذا الموقف لأنها كانت المرة الأولى التي أشعر فيها بضغط من مؤسسة ويكيميديا لعدم كتابة أو نشر قصة. وهذا يترك لنا أيضًا سابقة خطيرة آمل أن أبقيها فقط في الحالات الأكثر خطورة ".

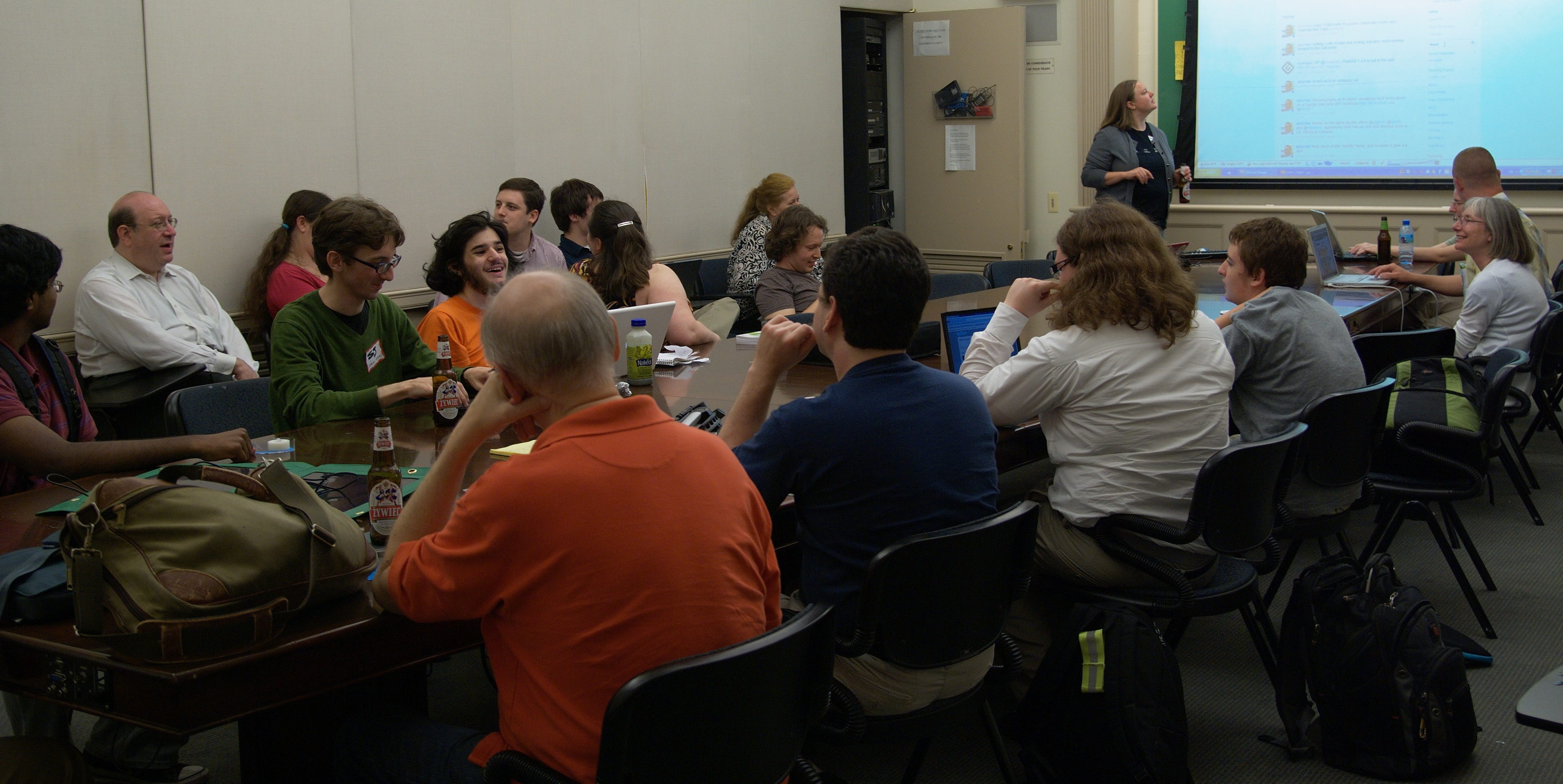
أعضاء مجتمع ويكيبيديا يعملون على اللافتة في مؤتمر بمدينة نيويورك ، 2009

نشرت لافتة العدد 200 في نوفمبر 2008. تم نشر ما مجموعه 1731 مقالة كتبها 181 مساهمًا. تولى مستخدم ويكيبيديا ، راجوسوس ، منصب محرر الصحيفة في فبراير 2009 ، في إصدار يتضمن تصميمًا جديدًا. استقال راجوسوس كمحرر في يونيو 2010 ، وتولى هايب منصب الصحيفة حيث ناقشت تغيير اسمها من لافتة ويكيبيديا إلى اللافتة . في ذلك العام ، تضمنت منشورات ويكيبيديا الشقيقة التي يديرها مساهمون متطوعون ويكيبيديا ويكلي ، بودكاست ، وويكيزين ، نشرة إخبارية.
استقال هايب من منصبه كمحرر بعد أن عينته مؤسسة ويكيميديا في يوليو 2011: "من شأنه أن يجعل الأمر أكثر من تضارب المصالح إذا كنت سأستمر في اتخاذ القرارات التحريرية النهائية لمنشور يديره المجتمع." بعد ثلاثة رؤساء تحرير مؤقتين ، مستخدم ويكيبيديا تولى الإصدار 17 في مايو 2012 منصب محرر The ' الثامن. قام سابقًا بتحرير البوق، وهو منشور مشروع ويكي المخصص لتحسين مقالات التاريخ العسكري للموسوعة. لاحظت الاعمال الدولية تايمز في مقال نشر عام 2013 أن الصحافة الاستقصائية ' اللافتة كشفت عن رابط بين شركة Wiki-PR وتحرير تضارب المصالح على ويكيبيديا .

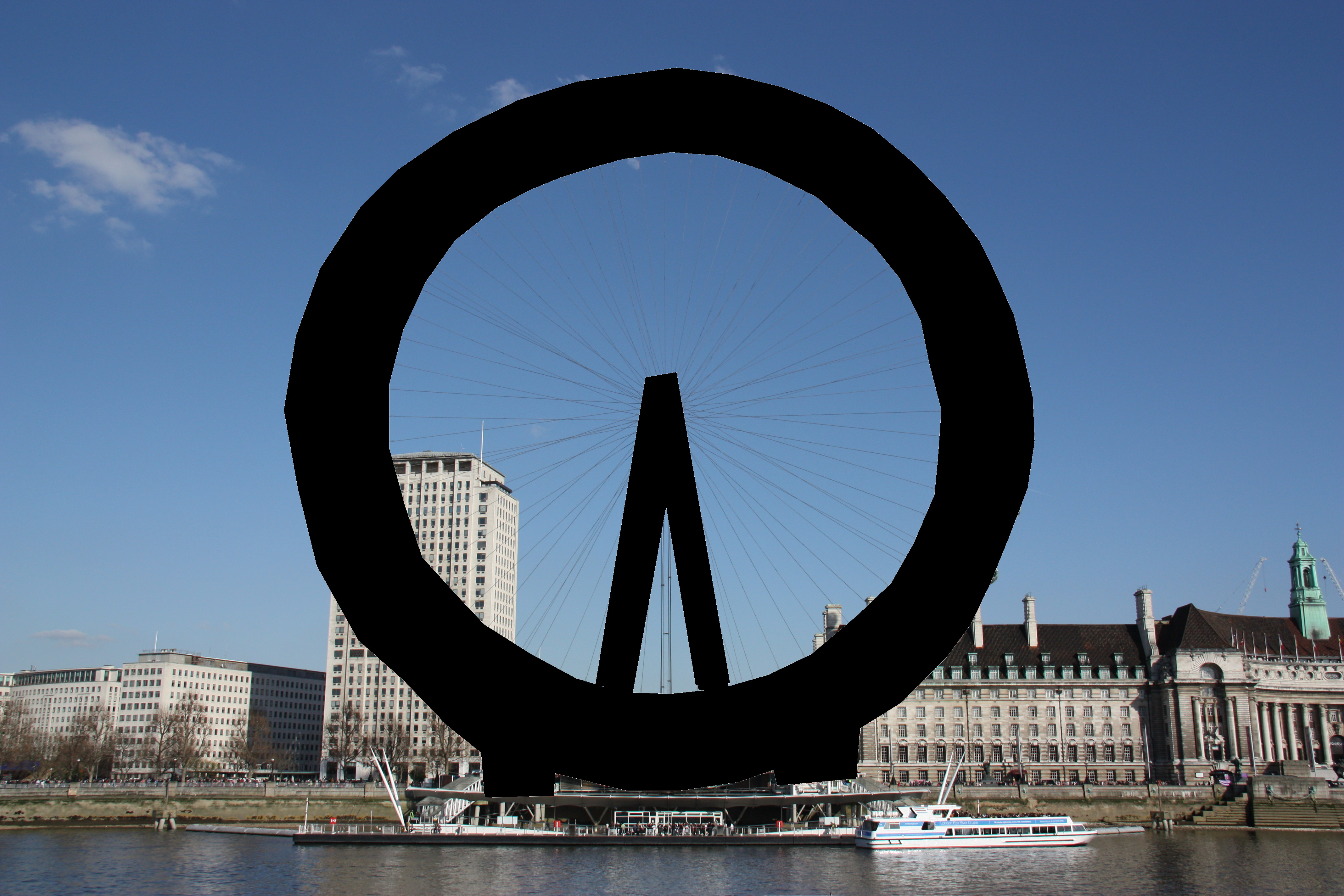
تمت تغطية تقارير 2015 الصادرة عن اللافتة حول التغييرات في قيود حقوق النشر البانورامية في أوروبا من خلال المنشورات بعدة لغات ، بما في ذلك الألمانية ، الإيطالية ، البولندية ، والروسية.

بعد تقرير يونيو 2015 حول احتمالية زيادة قيود حقوق النشر في أوروبا بما في ذلك تغييرات في حرية البانوراما ، تمت استشارة اللافتة للحصول على معلومات من قبل المنشورات بعدة لغات ، بما في ذلك الإنجليزية ، الألمانية ، الإيطالية ، البولندية ، والروسية.

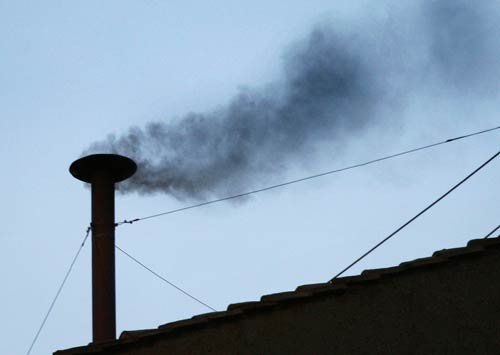
سلط هايس أونلاين الضوء على استخدام صورة بابوية مقعرة في مقال على موقع لافتة حول الجدل مع المديرة التنفيذية لمؤسسة ويكيميديا ليلا تريتيكوف ، قائلاً إنها ترمز إلى الضغط على مجلس أمناء المؤسسة.

مستخدمي ويكيبيديا غماليل و Go Phightins! أصبح رئيس تحرير اللافتةفي يناير 2015. أشار ed17 إلى أنه خلال فترة ولايته ، وسعت الصحيفة نطاقها خارج ويكيبيديا الإنجليزية لتشمل حركة ويكيميديا الأوسع. في الذكرى العاشرة في يناير 2015 ، أكد غماليل أن المزيد من التحسينات على الصحيفة تعتمد على التعاون والمشاركة من قبل مجتمع ويكيبيديا ودعت المستخدمين للمساهمة باقتراحات والانضمام إلى فريق التحرير. في العدد الأول من الصحيفة كرئيس تحرير ، Go Phightins! وكتب غماليل عن الدور الفريد لـ لافتة : "سنسعى جاهدين للحفاظ على صوتنا ومكانتنا ككيان مستقل ، منفصل عن WMF أو فصول ويكيميديا أو ويكيدأو الكيانات الأخرى."
في يناير 2016 ،فورتشن وارس تكنينكا اعتمدت على اللافتة في الإبلاغ عن تصويت بحجب الثقة من قبل محرري ويكيبيديا ضد انضمام ارنون جيشوري إلى مجلس أمناء مؤسسين ويكيميديا. أثناء الإبلاغ في فبراير 2016 عن الجدل والارتباك في مؤسسة ويكيميديا بشأن بقاء المديرة التنفيذية ليلى تريتكوف في منصبها ، أوضحت اللافتة مقالها بصورة لدخان أسود صادر من مدخنة في إشارة إلى المقعد البابوي المستخدم لاختيار البابا . وفقًا لـ هايس اونلاين ، أشارت الصورة إلى وجود ضغط على السبورة لاتخاذ إجراء. كتب اندرياس كولبي لـ اللافتة "أن إنشاء محرك بحث ناجح من شأنه أن يحول المتطوعين إلى هامستر غير مدفوع الأجر ' .

## المحتوى
تنشر لافتة قصصًا تتعلق بمجتمع ويكيبيديا ومؤسسة ويكيميديا ومشاريع أخرى متعلقة بـ ويكيبيديا ، ويتم توفيرها مجانًا. يدير مجتمع ويكيبيديا الصحيفة. من 2005 إلى مارس 2016 ، تم نشر اللافتة أسبوعياً. في أبريل 2016 ، تم تغيير الدورية الاسمية إلى " كل أسبوعين " (كل أسبوعين) بسبب نقص المساهمين. لكن في يناير وفبراير 2017 تم نشر ثلاثة أعداد فقط ، ولم يتم نشر أي أعداد في مارس أو أبريل أو مايو. يتم نشره الآن شهريا. قد يختار القراء أن يتم إخطارهم بمشكلة جديدة عن طريق البريد الإلكتروني أو ، باستخدام حساب ويكيبيديا ، على صفحة نقاش المستخدم الخاصة بهم.
تُعلم الصحيفة محرري ويكيبيديا بالمشاريع التعاونية الجارية لتحسين المقالات على الموقع وهي موقع للإشعارات المركزية للدراسات الأكاديمية الحديثة حول ويكيبيديا . يتضمن لافتة تقرير التحكيم ، المعروف سابقًا باسم "تقرير التقاضي المطول" ، والذي يفصل الإجراءات التي اتخذتها لجنة التحكيم في ويكيبيديا.
أرشيفات لافتة متاحة للجمهور ، مما يسهل دراسة تاريخ ويكيبيديا .

## تحليل
في مقال نُشر عام 2009 في المجلة الأكاديمية " منتدى علم الاجتماع " ، وصف بيوتر كونيشني اللافتة كمثال لمجتمع فرعي داخل مجتمع ويكيبيديا الأكبر. في مجلة الحركات الاجتماعية Interface في ذلك العام ، استشهد كونيكزني بـ اللافتة كجزء من "تعقيد وثراء تلك المنظمات" حيث يمكن للناس التطوع بوقتهم على الموقع.
اعتمد الباحثون في مختبر لوس ألاموس الوطني وكلية دارتموث على أرشيفات لافتة لتتبع انقطاعات التحرير في ويكيبيديا ، وقدموا النتائج التي توصلوا إليها في المؤتمر الدولي IEEEIWIC / ACM لعام 2011 حول ذكاء الويب. في دراستها لعام 2013 عن ويكيبيديا وسمعتها في التعليم العالي في مجلةمراجعة جديدة لامانة المكتبات الاكاديمية ، استعرضت جيما بايليس موجز لافتة على تويتر لتأكيد توقيت بحثها.

## استقبال
في عام 2007 ، وصفت صحيفة نيويورك تايمز اللافتة بأنها "جريدة مزيفة" ذات طابع رجعي يميز ويكيبيديا و "علامتها التجارية الخاصة من الفن الهابط". في كتابه ويكيبيديا: الدليل المفقود لعام 2008 ، أوصى جون بروتون اللافتة كقراءة أساسية للمساهمين الطموحين في ويكيبيديا: "إذا كنت تتوقع مواصلة التحرير في ويكيبيديا لأي فترة زمنية ، فاشترك بكل الوسائل. . . لافتة ويكيبيديا . "
دعت مجلة فورتشن اللافتة "صحيفة ويكيبيديا الداخلية". في مقال نُشر عام 2016 ، أطلق المحرر التنفيذي ' السجل ، أندرو أورلوفسكي ، على اللافتةاسم "النشرة الإخبارية الشجاعة الخاصة بـ ويكيبيديا" وفقًا لمحرر السياسة التقنية في مولن ارس تكنيكا جو ، تم تسريب المستندات إلى (ونشرها) اللافتة حول منحة محرك المعرفة من مؤسسة فارس لمشروع محرك بحث مؤسسة ويكيميديا في فبراير 2016. الكتابة عن جدل محرك المعرفة ، وجهت روث مكامبريدج ، رئيسة تحرير منظمة غير ربحية ربع سنوية ، القراء المهتمين تقنيًا إلى اللافتة "لفهم ما تم التخطيط له بشكل أفضل." في مقالته لمجلة هايس اونلاين الألمانية ، كتب تورستن كللينز: "عندما توقفت الاتصالات الرسمية ، قفز اللافتة ... إلى الخرق ، وسلط الضوء على حقائق غير معروفة وبدأ نقاشًا مستنيرًا."

## وصلات خارجية
- صفحة لافتة الرئيسية